# Iniéstola
Iniéstola es un municipio y localidad española de la provincia de Guadalajara, en la comunidad autónoma de Castilla-La Mancha. El término municipal tiene una población de 18 habitantes (INE 2024).

## Geografía
La localidad está situada a una altitud de unos 1159 m sobre el nivel del mar.

## Historia
Hacia mediados del siglo XIX, el lugar tenía contabilizada una población de 50 habitantes. Aparece descrito en el noveno volumen del Diccionario geográfico-estadístico-histórico de España y sus posesiones de Ultramar de Pascual Madoz de la siguiente manera:

HINIESTOLA ó INIESTOLA: l. con ayunt. en la prov.de Guadalajara (15 leg.), part. jud. y dióc. de Sigüenza (5), aud. terr. de Madrid (35), c. g. de Castilla la Nueva: sit. en el declive de un cerro peñascoso, con buena ventilacion y clima frio; las enfermedades mas comunes son fiebres intermitentes y catarrales: tiene 15 casas, la consistorial que sirve también de cárcel; escuela de instruccion primaria frecuentada por 6 alumnos, á cargo de un maestro al que se paga una corta dotacion; igl parr. (San Juan ante Portam Latinam) servida por un cura y un sacristan. térm. confina N. Anguita; E. Padilla; S. Rata, y O. Luzaga; dentro de él se encuentra una fuente de buena agua, que provee á las necesidades del vecindario: el terreno participa de arenoso y de miga, y comprende un monte poblado de pinos. caminos: los que dirigen á los pueblos limítrofes, todos en buen estado. correo: se recibe y despacha en Alcolea del Pinar por cualquir vecino que pasa á dicho punto ó bien por el que comisiona el ayunt. prod.: trigo, cebada, patatas y algunas legumbres; se cria ganado lanar, cabrio, vacuno y de cerda; caza de perdices, liebres, conejos y alguna res. ind.: la agrícola. pobl.: 12 vec., 50 alm. cap. prod.: 296,667 rs. imp.: 17,800. presupuesto municipal: 400, se cubre por reparto vecinal.
(Madoz, 1847, p. 206)

Tuvo una litigiosa separación del municipio de Anguita que motivó una sentencia del Tribunal Supremo el 13 de junio de 1940, en virtud de la cual se le atribuyó la mitad del pinar objeto de litigio. Hasta no hace tanto, el nombre del lugar se escribía: "Hiniéstola". Tal y como queda constancia en la ermita de la Virgen del Robusto (Aguilar de Anguita). El lugar está especialmente ligado al grupo de rock-pop: "Los Despistaos", siendo lugar de origen de dos de sus miembros.

## Economía
Siempre ha sido un pueblo muy ligado al pinar, importante fuente de recursos, pues se explotaba la madera, la resina. Eso supuso importantes ingresos económicos para su Ayuntamiento. Con ese dinero se realizaban importantes obras para mejorar la vida de los vecinos. Se llevó el agua y la luz a las casas, se realizaron tareas de alcantarillado, un lavadero cubierto en el centro del pueblo y todos estos avances, mucho antes que en otros municipios de mayor población. Pero lo más novedoso y progresista, fue que utilizaban parte de estos ingresos para dar estudios a todos los primogénitos o primogénitas de cada familia. Por eso la importancia del cuidado del pinar, el cual ha sufrido varios incendios en los últimos cuarenta años, salvándose milagrosamente de los dos últimos, cabe destacar el ocurrido en el año 2005, donde se devastaron más de 13 000 hectáreas y segó la vida de 11 trabajadores.

## Demografía
Iniéstola cuenta con una población de 18 habitantes (INE 2024).
| Gráfica de evolución demográfica de Iniéstola entre 1842 y 2021 |
| |
| Población de derecho según los censos de población del INE Población de hecho según los censos de población del INEEntre el censo de 1857 y el anterior, este municipio desaparece porque se integra en el municipio Luzaga Entre el censo de 1930 y el anterior, aparece este municipio porque se segrega del municipio Anguita |

| 27            | 20 | 26 | 17 | 28 | 24 | 24 | 22 |
| (Fuente: INE) |    |    |    |    |    |    |    |